# شيلا بروملي
شيلا بروملي (بالإنجليزية: Sheila Bromley) هي ممثلة أمريكية، ولدت في 31 أكتوبر 1907 في سان فرانسيسكو في الولايات المتحدة، وتوفيت في 23 يوليو 2003 في لوس أنجلوس في الولايات المتحدة بسبب مرض.

## وصلات خارجية
- شيلا بروملي على موقع IMDb (الإنجليزية)
- شيلا بروملي على موقع أول موفي (الإنجليزية)
- شيلا بروملي على موقع قاعدة بيانات برودواي على الإنترنت (الإنجليزية)
- شيلا بروملي على موقع قاعدة بيانات الفيلم (الإنجليزية)